# カタール・エクソンモービル・オープン
カタール・エクソンモービル・オープン（英: Qatar ExxonMobil Open）は1993年からカタール・ドーハのハリーファ国際テニス競技場で開催されているATPプロテニストーナメントである。サーフェスは屋外ハードコート。
大会のグレードは1993年から97年までがATPワールド・シリーズ、翌98年から2008年までがATPインターナショナル・シリーズ、2009年からはATPツアー250に属する。
2025年よりATPツアー500として開催されることが決まっている。

## 歴代優勝者

### シングルス
| 年               | 優勝者                           | 準優勝者                         | 決勝結果                |
| ---------------- | -------------------------------- | -------------------------------- | ----------------------- |
| ↓ ATPツアー250 ↓ |                                  |                                  |                         |
| 1993年           | ボリス・ベッカー                 | ゴラン・イワニセビッチ           | 7-6(7-4), 4-6, 7-5      |
| 1994年           | ステファン・エドベリ             | ポール・ハーフース               | 6-3, 6-2                |
| 1995年           | ステファン・エドベリ             | マグナス・ラーソン               | 7-6(7-4), 6-1           |
| 1996年           | ペトル・コルダ                   | ユーネス・エル・アイナウイ       | 7-6(7-5), 2-6, 7-6(7-2) |
| 1997年           | ジム・クーリエ                   | ティム・ヘンマン                 | 7-5, 6-7(5-7), 6-2      |
| 1998年           | ペトル・コルダ                   | ファブリス・サントロ             | 6-0, 6-3                |
| 1999年           | ライナー・シュットラー           | ティム・ヘンマン                 | 6-4, 5-7, 6-1           |
| 2000年           | ファブリス・サントロ             | ライナー・シュットラー           | 3-6, 7-5, 3-0 途中棄権  |
| 2001年           | マルセロ・リオス                 | ボーダン・ウリラッハ             | 6-3, 2-6, 6-3           |
| 2002年           | ユーネス・エル・アイナウイ       | フェリックス・マンティーリャ     | 4-6, 6-2, 6-2           |
| 2003年           | ステファン・クーベック           | ジャン＝マイケル・ギャンビル     | 6-4, 6-4                |
| 2004年           | ニコラ・エスクード               | イワン・リュビチッチ             | 6-3, 7-6(7-4)           |
| 2005年           | ロジャー・フェデラー             | イワン・リュビチッチ             | 6-3, 6-1                |
| 2006年           | ロジャー・フェデラー             | ガエル・モンフィス               | 6-3, 7-6(7-5)           |
| 2007年           | イワン・リュビチッチ             | アンディ・マリー                 | 6-4, 6-4                |
| 2008年           | アンディ・マリー                 | スタニスラス・ワウリンカ         | 6-4, 4-6, 6-2           |
| 2009年           | アンディ・マリー                 | アンディ・ロディック             | 6-4, 6-2                |
| 2010年           | ニコライ・ダビデンコ             | ラファエル・ナダル               | 0-6, 7-6(10-8), 6-4     |
| 2011年           | ロジャー・フェデラー             | ニコライ・ダビデンコ             | 6-3, 6-4                |
| 2012年           | ジョー＝ウィルフリード・ツォンガ | ガエル・モンフィス               | 7-5, 6-3                |
| 2013年           | リシャール・ガスケ               | ニコライ・ダビデンコ             | 3-6, 7-6(7-4), 6-3      |
| 2014年           | ラファエル・ナダル               | ガエル・モンフィス               | 6-1, 6-7(5-7), 6-2      |
| 2015年           | ダビド・フェレール               | トマーシュ・ベルディハ           | 6-4, 7-5                |
| 2016年           | ノバク・ジョコビッチ             | ラファエル・ナダル               | 6-1, 6-2                |
| 2017年           | ノバク・ジョコビッチ             | アンディ・マリー                 | 6-3, 5-7, 6-4           |
| 2018年           | ガエル・モンフィス               | アンドレイ・ルブレフ             | 6-2, 6-3                |
| 2019年           | ロベルト・バウティスタ・アグート | トマーシュ・ベルディハ           | 6-4, 3-6, 6-3           |
| 2020年           | アンドレイ・ルブレフ             | コレンティン・ムテ               | 6-2, 7-6(7-3)           |
| 2021年           | ニコロズ・バシラシビリ           | ロベルト・バウティスタ・アグート | 7-6(7-5), 6-2           |
| 2022年           | ロベルト・バウティスタ・アグート | ニコロズ・バシラシビリ           | 6-3, 6-4                |
| 2023年           | ダニール・メドベージェフ         | アンディ・マリー                 | 6-4, 6-4                |
| 2024年           | カレン・ハチャノフ               | ヤクプ・メンシーク               | 6-4(14-12), 6-4         |
| ↓ ATPツアー500 ↓ |                                  |                                  |                         |
| 2025年           | アンドレイ・ルブレフ             | ジャック・ドレイパー             | 7-5, 5-7, 6-1           |

### ダブルス
| 年               | 優勝者                                                | 準優勝者                                                  | 決勝結果              |
| ---------------- | ----------------------------------------------------- | --------------------------------------------------------- | --------------------- |
| ↓ ATPツアー250 ↓ |                                                       |                                                           |                       |
| 1993年           | ボリス・ベッカー パトリック・キューネン               | シェルビー・キャノン スコット・メルビル                   | 6-2, 6-4              |
| 1994年           | オリビエ・ドレートル ステファン・シミアン             | シェルビー・キャノン バイロン・タルボット                 | 6-3, 6-3              |
| 1995年           | ステファン・エドベリ マグナス・ラーソン               | アンドレイ・オルホフスキー ヤン・シーメリンク             | 7-6, 6-2              |
| 1996年           | ダニエル・ネスター マーク・ノールズ                   | ヤッコ・エルティン ポール・ハーフース                     | 7-6, 6-3              |
| 1997年           | ヤッコ・エルティン ポール・ハーフース                 | マグヌス・ノーマン パトリク・フレデリクソン               | 6-3, 6-2              |
| 1998年           | マヘシュ・ブパシ リーンダー・パエス                   | オリビエ・ドレートル ファブリス・サントロ                 | 6-4, 3-6, 6-4         |
| 1999年           | アレックス・オブライエン ジャレッド・パーマー         | ピート・ノーバル ケビン・ウリエット                       | 6-3, 6-4              |
| 2000年           | マックス・ミルヌイ マーク・ノールズ                   | アレックス・オブライエン ジャレッド・パーマー             | 6-3, 6-4              |
| 2001年           | ダニエル・ネスター マーク・ノールズ                   | アンドレイ・オルホフスキー フアン・バルセルス             | 6-3, 6-1              |
| 2002年           | ドナルド・ジョンソン ジャレッド・パーマー             | イジー・ノバク ダビド・リクル                             | 6-3, 7-6(7-5)         |
| 2003年           | マルティン・ダム シリル・スーク                       | ダニエル・ネスター マーク・ノールズ                       | 6-4, 7-6(10-8)        |
| 2004年           | マルティン・ダム シリル・スーク                       | アンディ・ロディック ステファン・クーベック               | 6-2, 6-4              |
| 2005年           | アルベルト・コスタ ラファエル・ナダル                 | アンドレイ・パベル ミハイル・ユージニー                   | 6-3, 4-6, 6-3         |
| 2006年           | ヨナス・ビョルクマン マックス・ミルヌイ               | オリビエ・ロクス クリストフ・ロクス                       | 2-6, 6-3, [10-8]      |
| 2007年           | ネナド・ジモニッチ ミハイル・ユージニー               | マルティン・ダム リーンダー・パエス                       | 6-1, 7-6(7-3)         |
| 2008年           | フィリップ・コールシュライバー ダビド・シュコフ       | ジェフ・クッツェー ウェスリー・ムーディ                   | 6-4, 4-6, [11-9]      |
| 2009年           | マルク・ロペス ラファエル・ナダル                     | ダニエル・ネスター ネナド・ジモニッチ                     | 4-6, 6-4, [10-8]      |
| 2010年           | ギリェルモ・ガルシア＝ロペス アルベルト・モンタニェス | フランティシェク・チェルマク ミハル・メルティナク         | 6-4, 7-5              |
| 2011年           | マルク・ロペス ラファエル・ナダル                     | ダニエレ・ブラッチアリ アンドレアス・セッピ               | 6-3, 7-6(7-4)         |
| 2012年           | フィリップ・ポラーシェク ルカシュ・ロソル             | クリストファー・カス フィリップ・コールシュライバー       | 6-3, 6-4              |
| 2013年           | クリストファー・カス フィリップ・コールシュライバー   | ユリアン・ノール フィリップ・ポラーシェク                 | 7-5, 6-4              |
| 2014年           | トマーシュ・ベルディハ ヤン・ハジェク                 | アレクサンダー・ペヤ ブルーノ・ソアレス                   | 6-2, 6-4              |
| 2015年           | フアン・モナコ ラファエル・ナダル                     | ユリアン・ノール フィリップ・オスワルト                   | 6-4, 6-4              |
| 2016年           | フェリシアーノ・ロペス マルク・ロペス                 | フィリップ・ペッシュナー アレクサンダー・ペヤ             | 6-4, 6-3              |
| 2017年           | ジェレミー・シャルディー ファブリス・マルタン         | バセク・ポシュピシル ラデク・ステパネク                   | 6-4, 7-6(7-3)         |
| 2018年           | オリバー・マラチ マテ・パビッチ                       | ジェイミー・マリー ブルーノ・ソアレス                     | 6-2, 7-6(8-6)         |
| 2019年           | ダビド・ゴファン ピエール＝ユーグ・エルベール         | ロビン・ハーセ マトウィ・ミドルクープ                     | 5-7, 6-4, [10-4]      |
| 2020年           | ロハン・ボパンナ ウェスリー・クールホフ               | ルーク・バンブリッジ サンティアゴ・ゴンザレス             | 3-6, 6-2, [10-6]      |
| 2021年           | アスラン・カラツェフ アンドレイ・ルブレフ             | Marcus Daniell Philipp Oswald                             | 7-5, 6-4              |
| 2022年           | Wesley Koolhof (2) Neal Skupski                       | Rohan Bopanna デニス・シャポバロフ                        | 7-6(7-4), 6-1         |
| 2023年           | ロハン・ボパンナ (2) マシュー・エブデン               | Constant Lestienne ボーティック・ファン・デ・ザンスフルプ | 6-7(5-7), 6-4, [10-6] |
| 2024年           | ジェイミー・マリー マイケル・ヴィーナス               | ロレンツォ・ムゼッティ ロレンツォ・ソネゴ                 | 7-6(7-0), 2-6, [10-8] |
| ↓ ATPツアー500 ↓ |                                                       |                                                           |                       |